# Mixco Viejo

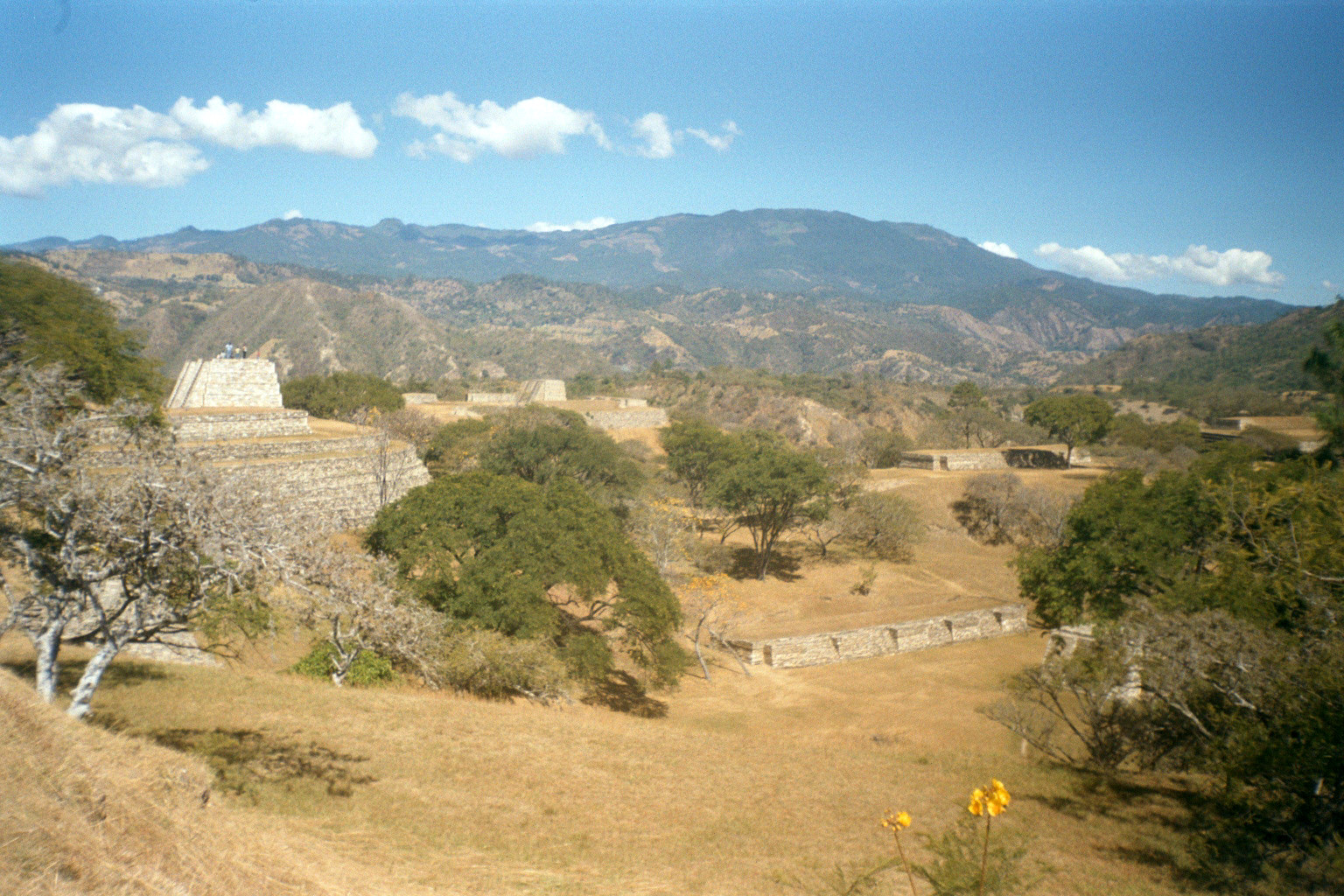
Blick über Mixco Viejo (Jilotepeque Viejo)

Mixco Viejo (auch Mixcu Viejo geschrieben) sind zwei archäologische Maya-Städte im Verwaltungsbezirk Chimaltenango in Guatemala, welche historisch mit demselben Namen beschrieben werden.

## Unterscheidung
Wie bei vielen Maya-Fundstätten wurden auch für Mixco Viejo historisch falsche archäologische Interpretationen getätigt, welche zu Verwirrungen führten und die Forschung behinderten (Stand 2013). In Mixco Viejo wurden über 120 größere Gebäude entdeckt, welche in 15 Gruppen aufgeteilt sind. Zu den Gebäuden gehören Tempel, Palastanlagen und mesoamerikanische Ballspielplätze. Der Name „Mixco Viejo“ (Altes Mixco) wird oft für zwei Fundstätten verwendet, obwohl diese, archäologisch, seit zirka 2006 wie folgt getrennt werden:
1. Mixco Viejo (Chinautla Viejo)
Die Hauptstadt des Königreiches der Poqomam Maya, welche 1525 von spanischen Konquistadoren angegriffen und erobert wurde. Es sind einige Ruinenreste nahe der Hauptstadt Guatemala-Stadt vorhanden.
2. Mixco Viejo (Jilotepeque Viejo)
Die Hauptstadt der Kaqchikel-sprechenden Chajoma Mayas liegt etwa 50 Kilometer nördlich von Guatemala-Stadt und wurde um 1450 gegründet.
Hier werden in der Folge nun beide getrennt behandelt. Da jedoch ein Großteil der akademischen Literatur, wie auch die Regierung von Guatemala, beide Orte als Mixco Viejo beschreibt, sind auch hier Fehler enthalten, welche erst mit weiteren archäologischen Funden und deren Publikation korrigiert werden können (Stand 2013).

## Chinautla Viejo

### Lage
Chinautla Viejo liegt in der Nähe des Vorortes Mixco bei Guatemala-Stadt, Guatemala. Laut Guatemala Travel Guide ist diese Fundstätte bei den Hügeln außerhalb von Guatemala-Stadt sehr wenig besucht (trotz kurzer Distanz) und nicht ausgegraben bzw. wiedererrichtet. Die Fundstätte besteht hauptsächlich aus Erderhebungen, welche mit Maisanpflanzungen bedeckt sind.

### Geschichte
Kurz vor der Ankunft der Spanier war Mixco Viejo/Chinautla Viejo eines der größten Maya-Zentren im guatemaltekischen Hochland und besaß mindestens neun Tempel und zwei Ballspielplätze. Um diese Zeit hatte Mixco Viejo eine Bevölkerung von zirka 9000 Bewohnern. 1525 entsandte der spanische Conquistador und spätere Gouverneur von Guatemala, Pedro de Alvarado, ein kleines Heer, um Mixco Viejo (Chinautla Viejo), die Hauptstadt der Poqomam, zu erobern. Dieser Angriff wurde abgewehrt und Alvarado selbst führte einen zweiten Angriff mit 200 Tlaxcalan-Maya-Verbündeten. Die Poqomam von Chinautla Viejo erhielten ebenfalls Verstärkung, vermutlich vom Chinautla-Stamm, und zogen in eine Schlacht außerhalb der Stadt.

## Jilotepeque Viejo: bekannte archäologische Fundstätte
Dies ist die touristisch bekannte archäologische Fundstätte Mixco Viejo ebenfalls aus der nachklassischen Maya-Epoche. Mixco Viejo war bis zirka 2006 als Pocomames-Maya-Hauptstadt beschrieben, wird jedoch nun als Hauptstadt des Cakchiquel (auch Kaqchikel)-sprechenden Chajoma-Mayavolkes zugeordnet. Aus diesem Grund wurde die archäologische Fundstätte Mixco Viejo in Jilotepeque Viejo umbenannt.
Diese Fundstätte war angeblich den Chajoma-Mayas (akajal vinak aus dem Popol Vuh) unter verschiedenen Namen bekannt:
- Saqik’ajol Kaqapek,
- Chuapec Kekacajol Nima Abaj,
- Chuwa Pek Q’eqak’ajol Nima Ab’aj (welches „Großer Stein vor der Höhle der Nachtkinder“ bedeutet),
- Zakicajol und
- Nimcakajpec.[6]

Jilotepeque Viejo ist öffentlich zugänglich und hat ein kleines Museum. Am 12. Juni 1970 hat das Guatemala Ministerio de Educación („Bildungsministerium“) diese Fundstätte mit dem Ministerial Accord 1210 als archäologische Zone geschützt.

### Lage

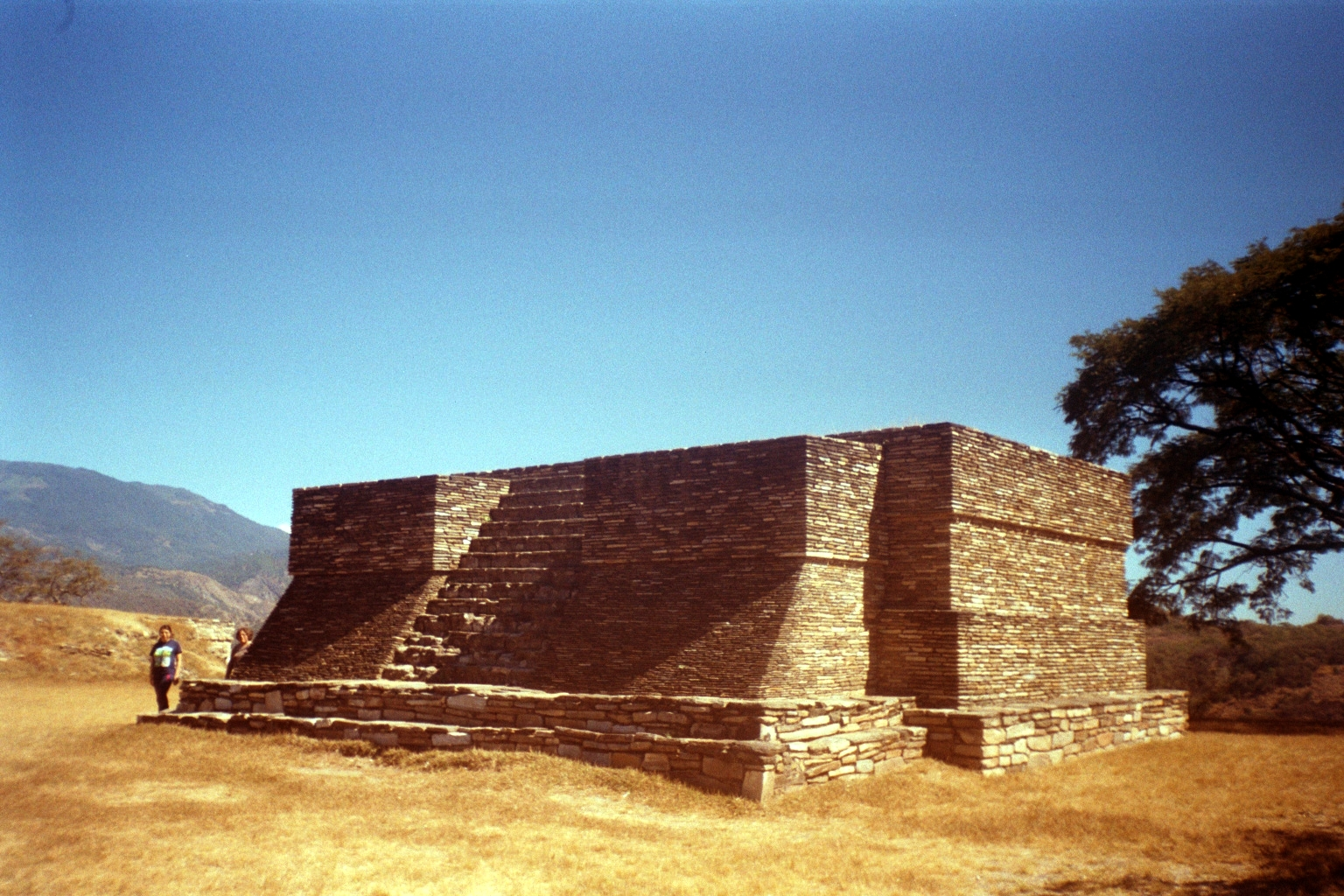
Pyramide D1 (Jilotepeque Viejo)

Die Ruinen sind im weitesten Nordosten des Verwaltungsbezirkes von Chimaltenango innerhalb der Municipios (Großgemeinde oder auch Landkreis) von San Martín Jilotepeque.

### Geschichte
Jilotepeque Viejo war kleiner als das andere Mixco Viejo und hatte wahrscheinlich nur zwischen 1450 und 1600 Einwohner. Es wurde zirka 1525 verlassen, angeblich ohne direkte Einwirkung der Spanier.

#### Bekannte Herrscher

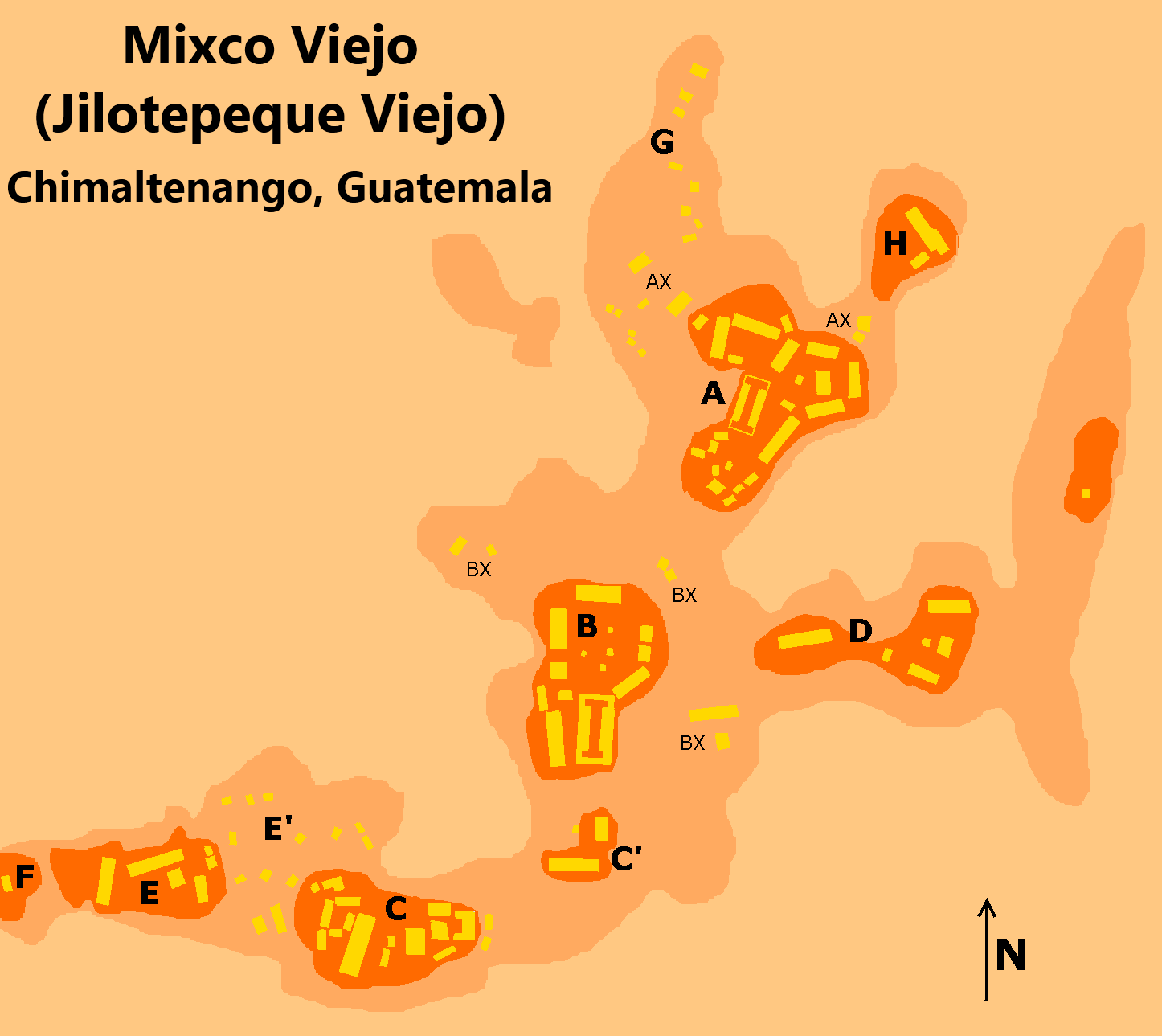
Karte der Ruinen

geschätzte Daten
| Name        | Regierte               | Andere Namen                                   |
| ----------- | ---------------------- | ---------------------------------------------- |
| Lajuj No'j  | 1450–1480              | Ichalkan Chi Kumkwat, Ychal Amollac Chicumcuat |
| Achi Q'alel | frühes 16. Jahrhundert | –                                              |

#### Gründung und Untergang
Um das Jahr 1450, ebenfalls während der nachklassischen Maya-Epoche, führte der Chajoma-Stammeskönig Lajuj No'j sein Volk von Ochal nach Mixco Viejo und gründete seine neue Hauptstadt hier. Dieser neue Ort sollte einen besseren Schutz gegen Chajoma-Feinde bieten. Mixco Viejo wurde kurz nach 1524 verlassen und die Bewohner wurden von den spanischen Konquistadoren nach San Martín Jilotepeque, (Departamento Chimaltenango) umgesiedelt. Danach wurde diese Mayastätte nie wieder besiedelt.

## Wiederentdeckung und Ursprung der Verwechslung
In 1896 hat der Deutsche Karl Sapper die Ruinen von Jilotepeque Viejo besucht und veröffentlichte 1898 die 6-seitige Broschüre Die Ruinen von Mixco, Guatemala über die Mixco-Viejo-Fundstätte mit einer Karte in Leyden, Holland.